# Bernhard von Bülow
Pour les articles homonymes, voir von Bülow et Bülow (homonymie).
Bernhard Heinrich Martin Karl von Bülow (né le 3 mai 1849 à Klein Flottbek - mort le 28 octobre 1929 à Rome) est un homme d'État allemand ayant occupé plusieurs postes politiques dont celui de ministre des Affaires étrangères de 1897 à 1900 et celui de chancelier impérial de 1900 à 1909.
Issu d'une longue tradition familiale au service de l'État, Bernhard von Bülow est le fils d'un diplomate et d'une fille de grand négociant. Il grandit au cœur des événements politiques de son temps. Son père étant au service du Danemark, il voit de très près les dissensions nationalistes entre Danois et Allemands qui conduisent à la guerre des Duchés de 1864.

## Biographie

### Généalogie et famille

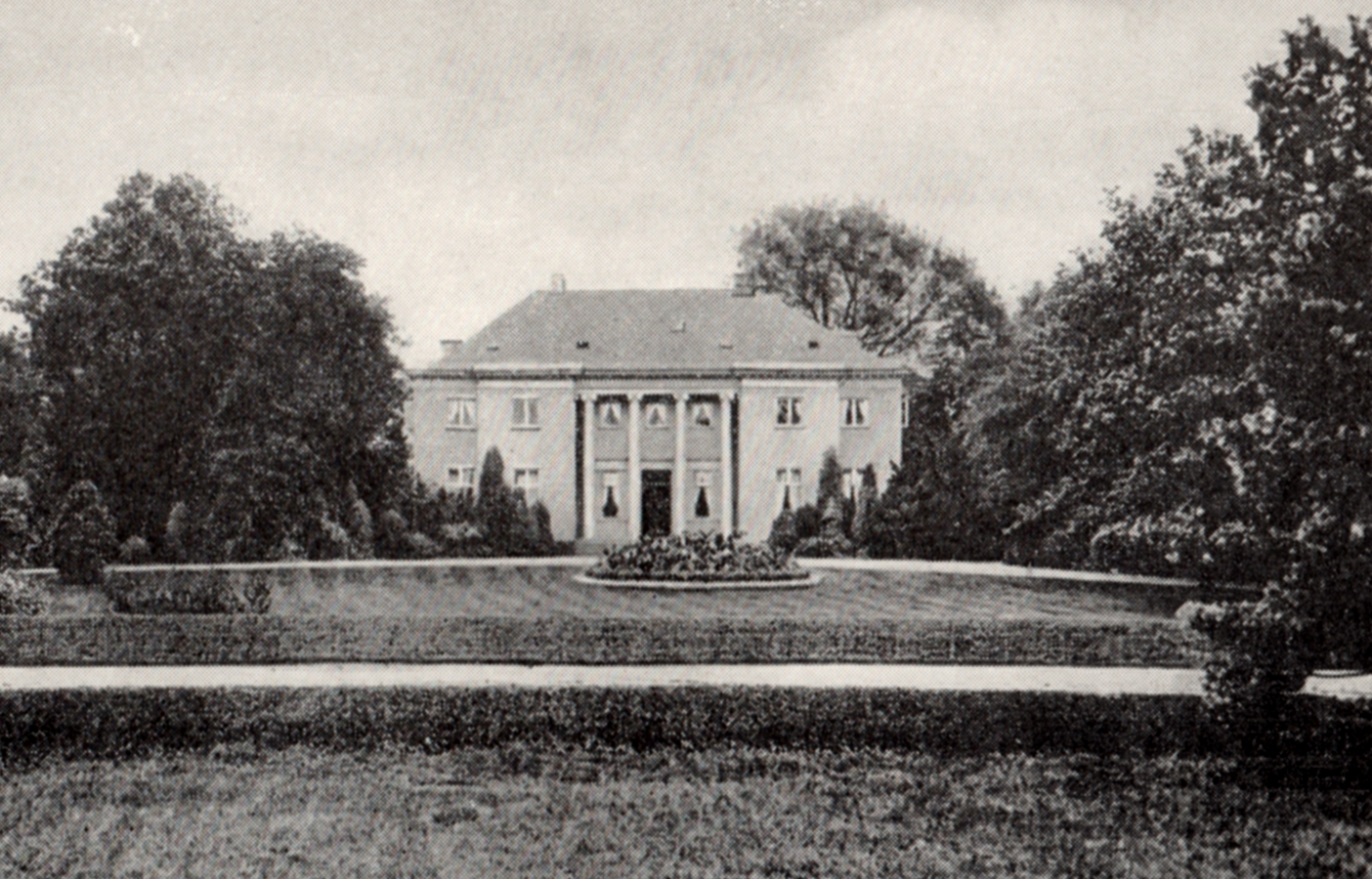
La Voss'sche Villa, maison natale de Bernhard von Bülow sur l'de à Klein-Flottbek.

Fils de Bernhard Ernst von Bülow et de Luise Victorine Rücker, Bernhard von Bülow naît le 3 mai 1849 à Klein Flottbek, à l'ouest de Hambourg, où réside sa grand-mère maternelle Émilie Rücker née Jenisch.
Originaire du village de Bülow près de Rehna, la famille von Bülow fait partie de la vieille noblesse du Mecklembourg. Von Bülow s'inscrit dans une tradition familiale liée au service de l'État. Dans sa famille proche, son arrière-grand-père Bernhard Joachim von Bülow était grand maréchal à la cour de Mecklembourg-Schwerin. Son grand-père Adolf von Bülow, qui a épousé à Copenhague Susanne Baudissin, la fille d'un haut-militaire danois, a quant à lui travaillé au service du roi du Danemark Frédéric VI au sein du ministère des Finances grâce à l'entremise du comte Bernstorff avant de partir pour le Holstein et d'administrer le canton de Cismar. Son propre père a entre autres exercé les fonctions de ministre des Affaires étrangères auprès d'Otto von Bismarck. D'autres membres éloignés de la famille von Bülow sont également entrés au service de l'État ou de l'armée comme Friedrich Wilhelm Bülow von Dennewitz ou Heinrich von Bülow. Il faut également citer le diplomate Wolf Heinrich von Baudissin, le grand-oncle de Bülow avec qui il reste très proche et dont la mort en 1878 l'affecte beaucoup.
La famille maternelle de Bernhard von Bülow est quant à elle installée dans la région de Hambourg depuis 1708 après avoir émigré de la région d'Augsbourg. Sa mère est la fille de Johann Wilhelm Rücker (1791-1847), un grand marchand de Hambourg qui a également exercé les fonctions de consul auprès du roi du Danemark. Sa grand-mère, Émilie Jenisch (1790-1864), est quant à elle la fille de Martin Johann Jenisch, sénateur de la ville de Hambourg. La famille Jenisch est l'une des plus riches de la ville avec une fortune estimée en 1827 à 11 millions de marks et c'est dans la maison de sa grand-mère située sur l'Elbchaussee que Bernhard von Bülow voir le jour. Certains membres des familles Rücker et Jenisch ont eu, à l'image de ses oncles Martin Johann Jenisch fils et Alfred Rücker, un rôle soit politique, soit diplomatique. Par les mariages de ses grand-tantes Marianne et Bertha, les filles de Martin Jenisch père, Bernhard von Bülow est également apparenté à Carl Godeffroy, ministre-résident de Hambourg à Saint-Pétersbourg et à Friedrich Wilhelm von Redern, grand-chambellan de Prusse.

### Enfance et jeunesse

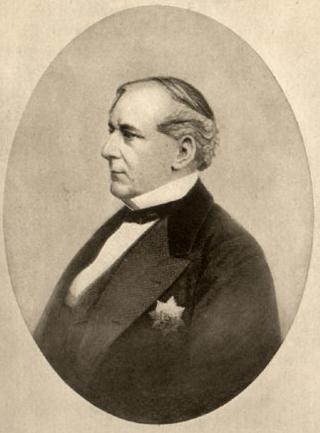
Bernhard Ernst von Bülow fait grandir son fils dans le milieu diplomatique.

La famille von Bülow s'installe à Francfort-sur-le-Main dans la maison de Wilhelm Carl von Rothschild située dans la Neue Mainzer Straße après la nomination du père au poste de représentant des duchés de Holstein et de Lauenbourg au Parlement à Francfort en 1850. Les deux duchés font alors partie de la couronne danoise. Après avoir été au service de Frédéric VII, Ernst von Bülow travaille pour le roi Christian IX. La famille est alors depuis longtemps au service de la famille royale du Danemark. C'est dans cet environnement cosmopolite que grandit Bernhard von Bülow qui côtoie souvent les enfants du roi de Danemark au château de Rumpenheim dont la plupart vont occuper les trônes d'Europe à l'image de Dagmar, future épouse d'Alexandre III de Russie, d'Alexandra, future épouse d'Édouard VII du Royaume-Uni et de Guillaume, futur Georges Ier de Grèce.

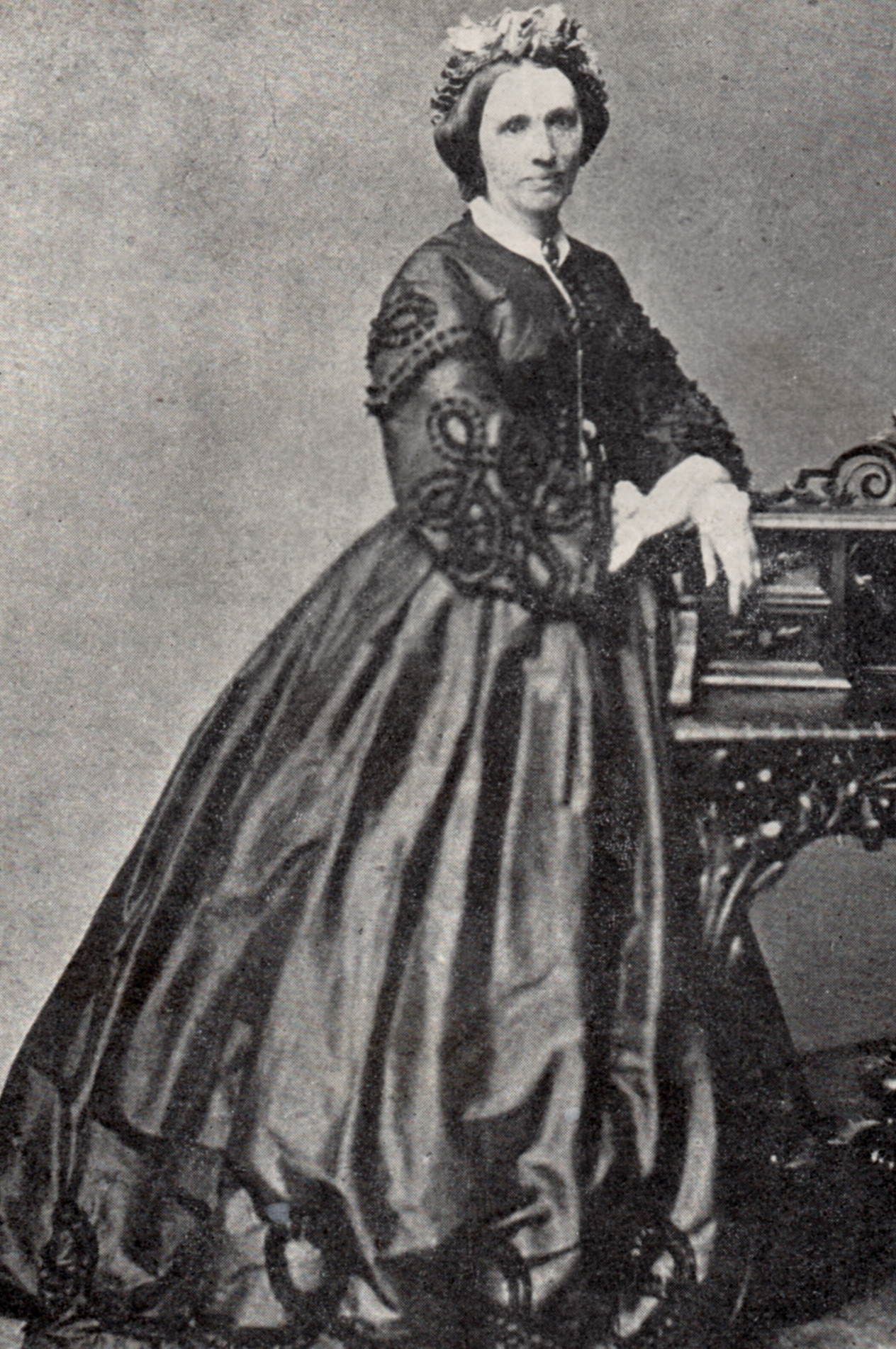
Luise Viktorine Rücker, mère de Bernhard von Bülow.

Enfant, il est confié aux soins de deux gouvernantes, l'une française et l'autre anglaise. Il souligne plus tard l'importance d'avoir baigné dans cet univers linguistique : « Je leur dois de posséder le français et l'anglais, ce qui m'a considérablement facilité plus tard ma tâche de diplomate. » De plus, son père diplomate maîtrise le français et sa mère fille de commerçant maîtrise l'anglais. Jusqu'à ses douze ans, Bernhard von Bülow suit les enseignements de précepteurs hessois mais c'est surtout de son père qu'il reçoit son éducation. Grand admirateur de Goethe, le père de Bülow l'élève dans la tradition classique et conservatrice et lui fait lire la Bible et les œuvres d'Homère. Au cours de fréquentes promenades souvent orientées vers la politique, le père a l'occasion de montrer à son fils comme il est important de maîtriser ses nerfs. Bülow baigne alors dans la culture politique de son époque, et cela d'autant plus que son père devient un ami intime de Bismarck qui habite dans la Gallusstraße, près du domicile familial. Bülow garde d'ailleurs un souvenir très précis de sa première rencontre vers 1857 avec Bismarck qui avait souligné l'allure ambitieuse du garçon.
À l'automne 1861, le père de Bülow l'inscrit lui et son frère Adolf au lycée de la ville où les deux garçons intègrent la classe de 4e. Ils suivent alors les enseignements classiques, en particulier ceux de langues anciennes de Tycho Mommsen et ceux d'histoire de Theodor Creizenach, professeur juif que les deux frères défendent lorsque ce dernier subit des attaques antisémites. Les évènements politiques contribuent à un changement familial. Au début des années 1860, le parti conservateur des Danois de l'Eider arrivent aux responsabilités gouvernementales. Les mesures anti-allemandes qui sont mises en place, comme la fin du droit pour les Allemands de s'auto-administrer, poussent Bernhard Ernst von Bülow que son fils décrit comme « très allemand d'origine et de sentiment » à donner sa démission en 1862. Il quitte donc le service du roi du Danemark qui lui remet l'ordre de Dannebrog et accepte la proposition de Friedrich Wilhelm von Mecklemburg-Strelitz de devenir premier ministre. Les Bülow s'installent à Neu-Strelitz au printemps 1863. Bernhard et son frère Adolf sont alors inscrits au Carolinum de Neustrelitz où ils sont les seuls nobles de leur classe. Son dernier bulletin de Pâques 1865 montre ses prédispositions pour le français. Son professeur, Césaire Villatte, le dispense d'ailleurs de cours pour que son bon accent ne soit pas gâché par celui de ses camarades.
La Prusse est en conflit ouvert avec le Danemark depuis janvier 1864 et finit par obtenir après la Bataille de Dybbøl que le Danemark évacue les duchés du Schleswig et du Holstein qui entrent alors sous administration prussienne et autrichienne. « Je vous enverrai à une école prussienne, parce que probablement vous ferez votre carrière en Prusse et qu'il faut vous habituer au caractère prussien ». C'est avec ses mots que Bernhard Ernst von Bülow envoie ses deux aînés à l'internat des Frankesche Stiftungen de Halle au printemps 1865. Au contact de ses professeurs et en particulier du géographe et théologien Hermann Adalbert Daniel, Bülow s'intéresse à l'histoire et au patriotisme allemand,. Le Pädagogium de Halle dirigé par Gustav Kramer est un milieu très conservateur où les lectures libérales sont interdites. Lorsque la Guerre austro-prussienne de 1866 éclate, le jeune Bülow s'enthousiasme. Dans le Mecklemburg-Strelitz, l'opinion est hostile aux Prussiens. Bien qu'ami intime de Bismarck, le père de Bülow déplore lui-même la dissolution de la Confédération germanique et quitte son service pour partir à Berlin comme représentant du Mecklembourg-Schwerin pour le compte de Frédéric-François II, le neveu de Guillaume Ier. En août 1867, Bernhard von Bülow obtient son baccalauréat avec des mentions excellentes en religion, en allemand, en français, en histoire et en géographie.

### Études et guerre franco-prussienne

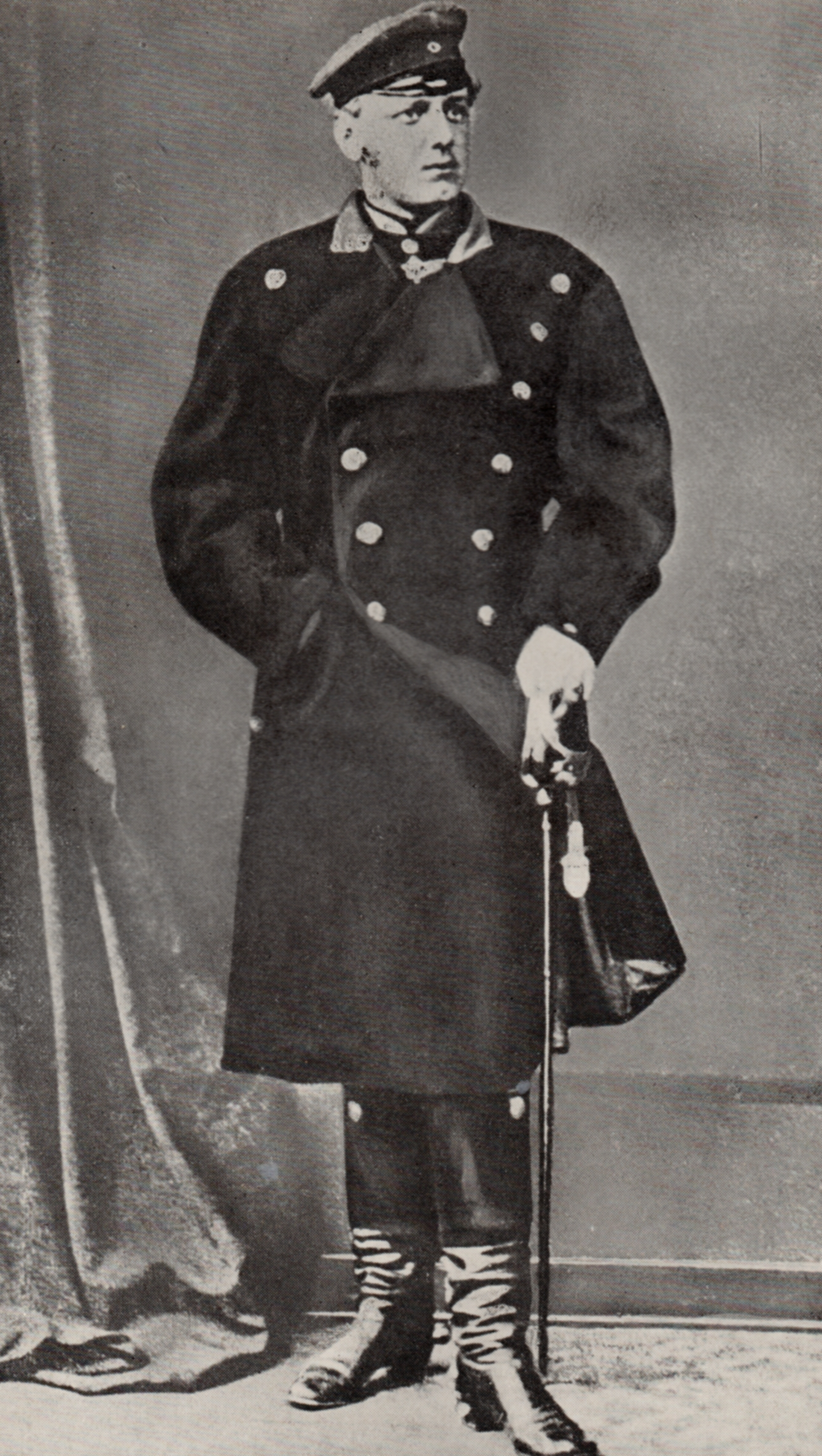
Bernhard von Bülow en 1870 alors qu'il est sous-lieutenant au 7e régiment de hussards du roi.

Une fois son baccalauréat obtenu, Bernhard von Bülow fait part à son père de son envie de s'inscrire à l'Université de Bonn et d'intégrer le Corps Borussia, ce que son père refuse. S'affilier à une société d'étudiants, c'est montrer son statut social et ne pas intégrer une telle association suffit à être discrédité. John Röhl souligne le fait que « l'affiliation à un des corps féodaux - en particulier aux Borusses à Bonn, aux Saxo-Borusses à Heidelberg et aux Saxons à Göttingen - était tout aussi important pour l'admission dans le service diplomatique que le service dans un régiment de garde »,. Les études que va suivre Bülow vont se montrer hasardeuses, ne suivant que très peu des cours inscrits à son cursus. Il part avec son frère Adolf pour l'Université de Lausanne où il s'inscrit en 1867. Ne s'intéressant qu'aux cours de romanistique, il passe le plus clair de son temps à se promener et se rend souvent chez la veuve de son oncle à Vevey. Il quitte Lausanne et devant le nouveau refus de son père de l'inscrire à Bonn, il part pour l'Université de Leipzig en 1868. Bernhard von Bülow répète le même schéma qu'à Lausanne en suivant uniquement les enseignements de l'économiste Wilhelm Roscher dont il lit attentivement le Système d'économie politique. Il part loin des études en entreprenant un voyage en Italie où il passe par Milan. À son retour, il quitte Leipzig et part pour Berlin où il ne s'intéresse qu'aux cours du juriste Rudolf von Gneist. Pour son biographe Gerd Fesser, ses lectures et surtout ses fréquents déménagements et ses voyages ont fait de lui par la suite un homme peu enclin à sacrifier à un quelconque particularisme régional.
Au tournant des années 1869/1870, la situation politique allemande évolue. En 1868, Bülow père avait quitté la tête du gouvernement de Mecklembourg-Strelitz et était parti à Berlin comme envoyé des duchés de Mecklembourg et de Strelitz. À cause d'une maladie de la gorge qui se déclare au début de l'année 1869, Bernhard von Bülow rejoint ses parents alors installés au Palais Arnim où meurt sa sœur Berthe le 25 janvier 1870. Forcé à partir en cure à Bad Oeynhausen, il y suit les évènements qui conduisent à la déclaration de guerre française contre la Prusse le 19 juillet 1870. C'est grâce à un ancien camarade, Bodo von dem Knesebeck, et contre l'avis de son père, que von Bülow parvient à se faire enrôler dans le 7e régiment de hussards, mais n'ayant effectué aucun service militaire, ses premiers instants au régiment se résument essentiellement à des exercices de cavalerie. Il arrive au front en novembre et participe pour la première fois à un combat rapproché lors de la Bataille de l'Hallue les 23 et 24 décembre 1870 avant d'être promu sous-lieutenant le 8 mars 1871. La victoire prussienne et l'Empire allemand proclamés, Bülow continue de servir à Bonn avant de rentrer chez ses parents à Klein-Flottbek le 20 juillet 1871.
Son père se soucie de l'avenir de son fils et lui demande de reprendre ses études et de passer son examen de droit. Bernhard von Bülow se plie à la volonté de son père et s'inscrit à l'Université de Greifswald avec son ami Franz von Arenberg. Il obtient son diplôme en mars 1872 avec la mention bien. Le 11 juin 1872, Bülow quitte l'armée. Son fils n'ayant pas suivi de cursus universitaire entier, son père lui obtient une dispense et le fait nommer stagiaire au Palais de justice de Metz. Bülow y fait la connaissance du baron von Seckendorff. Le 1er mars 1873, il entre à la préfecture de Metz dirigée alors par Botho zu Eulenburg. Le 9 octobre 1873, le père de Bülow est personnellement appelé par Otto von Bismarck pour être ministre des Affaires étrangères. Tout d'abord hésitant, il finit par accepter. « Ne voulez-vous pas faire de votre aîné un diplomate ? » : Bismarck pousse Bernhard Ernst von Bülow à faire entrer son fils dans son service. Le 26 novembre 1873, Bernhard von Bülow quitte la préfecture de Metz et entre dans la diplomatie allemande.

### Un apprentissage diplomatique européen

#### Premiers postes

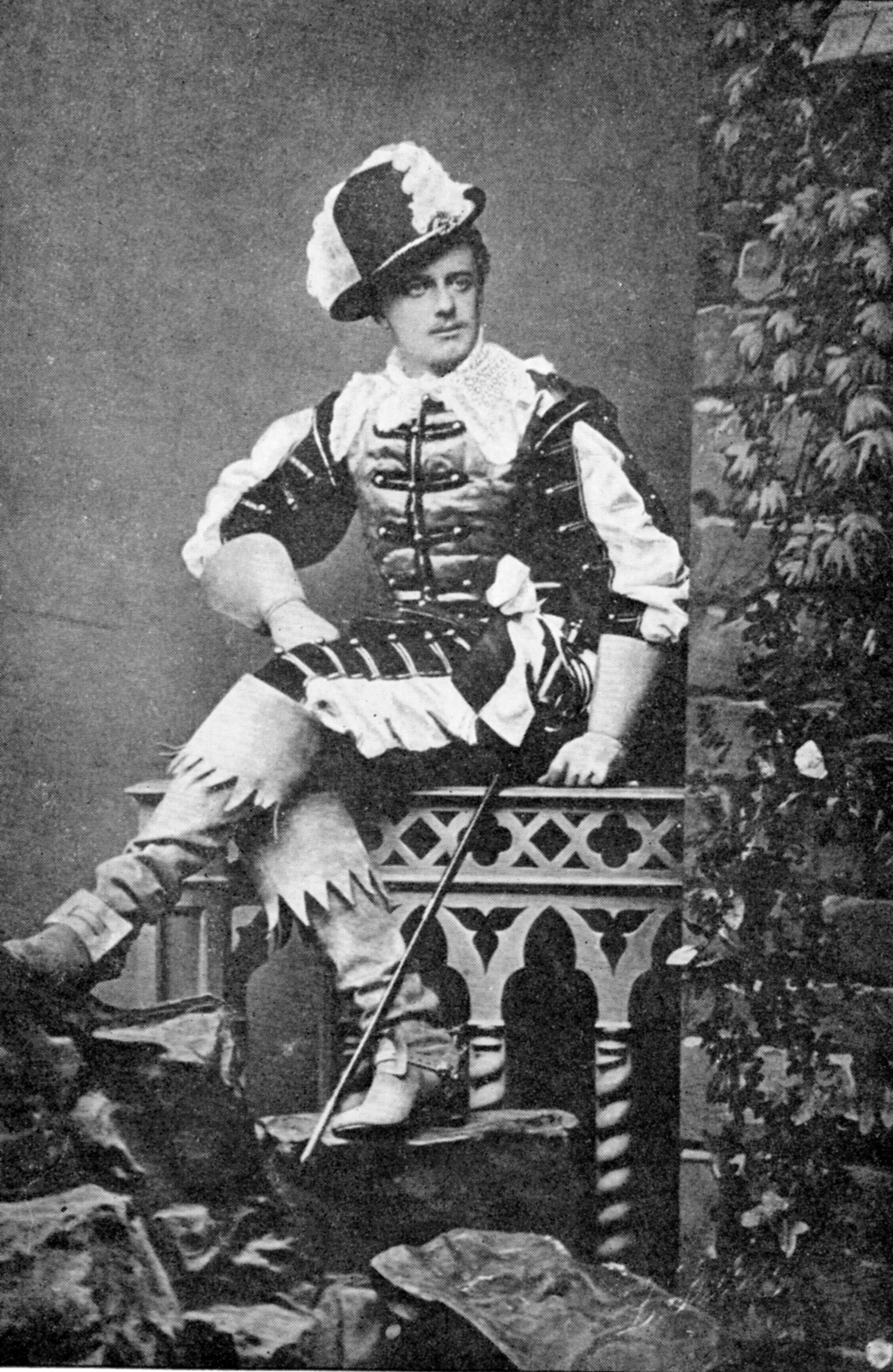
Bernhard von Bülow lors d'un bal costumé à Rome en 1875.

Commence alors un apprentissage qui va faire voyager von Bülow dans toute l'Europe. Son père commence tout d'abord par le faire travailler dans toutes les sections du ministère des Affaires étrangères, sauf celle réservée à la politique. Von Bülow se fond dans les différents cercles de la société et côtoie de près la famille Bismarck et la famille Schleinitz. À l'automne 1874, Bülow père décide d'envoyer son fils à l'étranger. Dès le mois d'octobre, Bernhard von Bülow intègre l'ambassade allemande à Rome où il reste jusqu'en mai 1875. L'ambassadeur en place, Robert von Keudell, ne fait que peu de cas de lui. Les relations diplomatiques entre l'Allemagne et l'Italie sont tendues depuis le début du Kulturkampf engagé par Bismarck en 1871 mais le nouveau pape élu le 28 février 1878 décide de reprendre les discussions afin d'apaiser la situation. L'ambassadeur Keudell et son cabinet s'engagent alors pour améliorer ces relations en dépit des réactions de rejet de Bismack. Bülow quitte Rome en mai 1875 et retourne à Berlin où il passe son examen de diplomate en novembre 1875 avant d'être nommé attaché d'ambassade à Saint-Pétersbourg en décembre. Il y reste jusqu'en avril 1876. Tour à tour sous les ordres des ambassadeurs Henri VII Reuss de Köstritz et Hans Lothar von Schweinitz, il rédige en particulier un rapport sur les rivalités entre la Russie et la Grande-Bretagne en Asie centrale. Avant son départ pour Vienne, il rencontre le ministre Alexandre Gortchakov avec qui son père a longuement travaillé. Après ces deux emplois, Bülow père veut l'envoyer parfaire ses connaissances à l'ambassade allemande à Paris, mais finalement Bülow est délégué à celle de Vienne à la suite de l'intervention de Friedrich von Holstein auprès de Bismarck.
Côtoyant l'aristocratie et la bourgeoisie viennoise – il fait par exemple la connaissance du comte Andrássy – Bülow travaille avec le premier secrétaire de l'ambassade, Karl August von Dönhoff, mais les deux hommes deviennent rapidement rivaux. Bülow était tombé amoureux lors de son stage à Rome de Maria Beccadelli de Bologne, la femme de Dönhoff. Les relations entre les deux hommes sont tellement pesantes que Bülow demande à son père de lui trouver une nouvelle affectation. Il est alors nommé chef de l'ambassade allemande à Athènes en décembre 1876 où il est chaleureusement accueilli par le roi Georges qu'il connaît depuis les visites de son enfance à Rumpenheim. Ludwig von Hirschfeld, le chargé de mission, ayant été envoyé à Constantinople, Bülow le remplace et dirige une ambassade pour la première fois. La situation politique dans les Balkans est préoccupante depuis que les révoltes de l'été 1875 en Bosnie et en Herzégovine se sont étendues aux pays voisins. Les rivalités entre la Russie et l'Autriche-Hongrie s'amplifient et l'empire russe, qui est resté neutre vis-à-vis de l'action prussienne en France cinq ans plus tôt, demande à Guillaume Ier de rester neutre en cas de conflit avec l'Autriche-Hongrie. Même si l'Allemagne s'en trouve isolée, Bismarck refuse de prendre position et préfère jouer les médiateurs. La diplomatie allemande cherche alors à préserver la paix en utilisant les différentes rivalités. Bülow se trouve à ce que Fesser appelle un « poste d'observation et de surveillance ». Lorsque la Guerre russo-turque éclate le 24 avril 1877, l'attitude grecque est observée attentivement même si le pays reste finalement neutre. Le traité de San Stefano, qui signe la fin du conflit, met l'Allemagne dans une position peu confortable dans la mesure où les tensions entre la Russie, l'Autriche-Hongrie et la Grande-Bretagne semblent mettre l'Europe au bord d'un vaste conflit. Andràssy propose alors une réunion entre les nations pour désamorcer la crise et revoir les différents points du traité : c'est le congrès de Berlin.

#### Congrès de Berlin et ambassade à Paris

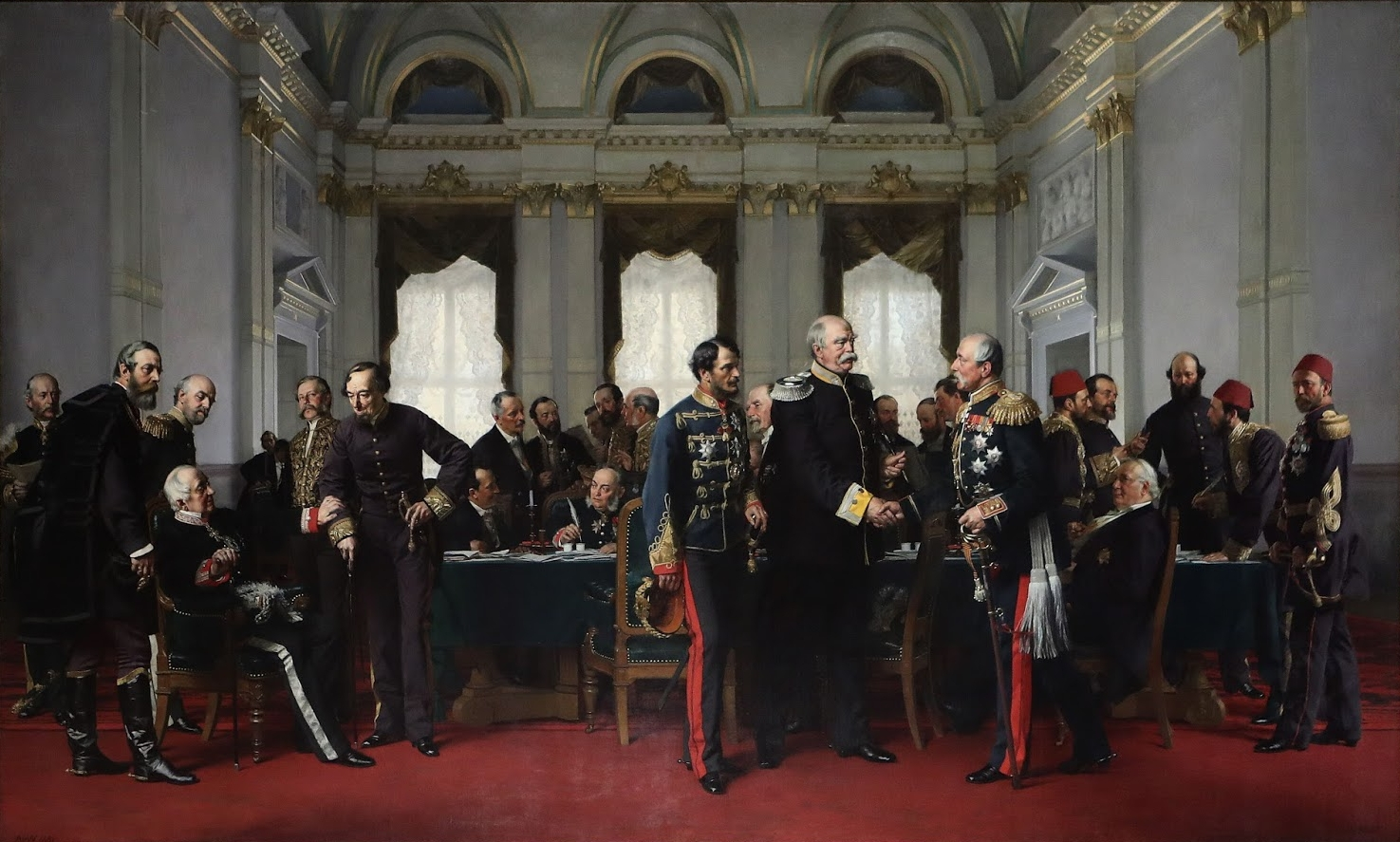
Tableau d'Anton von Werner représentant le congrès de Berlin de 1878. Bernhard Ernst von Bülow est représenté assis à droite.

Bülow est rappelé d'Athènes en mai 1878 pour être affecté comme secrétaire au congrès de Berlin qui débute le 13 juin. Jusqu'au 13 juillet 1878, il croise la plupart des dirigeants politiques de l'époque : le ministre des Affaires étrangères russe Gortchakov qu'il avait déjà rencontré lors de son séjour à Saint-Pétersbourg en 1876, le premier-ministre britannique Disraeli avec qui Bülow sympathise rapidement, le ministre des Affaires étrangères Andrássy. Bismarck domine les vingt séances de négociation et scelle ainsi l'apogée de sa politique. Le secrétaire qu'est Bülow est impressionné : « Pour la première fois je comprenais ce que Bismarck voulait dire quand il disait que la diplomatie est un travail "sur la chair humaine" c'est-à-dire un travail qui exige de la psychologie, du tact, du flair, un art de manier les hommes ». Bülow suit attentivement les discours et voit son travail à Athènes souligné par Bismarck qui déclare à son père : « Les concessions à la Grèce ont été une marque de courtoisie pour votre fils aîné, qui d'ailleurs a très bien manœuvré à Athènes ». La Grèce voit ses frontières élargies en Thessalie et en Épire. Une fois le Traité de Berlin signé, Bülow intègre la section politique du ministère des Affaires étrangères. Son père l'y envoie pour qu'il comprenne la politique du chancelier qui tente à cette époque de conforter la place centrale du nouvel empire allemand.
En novembre 1878, von Bülow est nommé deuxième secrétaire à l'ambassade de Paris où l'ambassadeur n'est autre que le futur chancelier Chlodwig zu Hohenlohe-Schillingsfürst. À cette époque, les annexions subies lors de la Guerre franco-allemande de 1870 pèsent sur les relations franco-allemandes. De plus, l'Allemagne de Bismarck a subi un camouflet diplomatique en mai 1875 lorsque la France, inquiétée par le danger d'une guerre préventive allemande contre elle, parvient à obtenir les soutiens britannique et russe contre l'Allemagne. Comme le souligne l'historien Volker Ullrich, Berlin passe pour le « trouble-fête » de l'Europe. À son poste, Bülow se fond dans la vie mondaine et rencontre de nombreuses personnalités comme le député Édouard Roger du Nord et Léon Gambetta qu'il voit comme un opposant mais qui l'impressionne,. La mort de son père le 20 octobre 1879 le marque profondément et cela d'autant plus qu'il avait plus ou moins guidé sa carrière. Bernhard von Bülow reçoit de nombreuses marques de sympathies lors des obsèques à Berlin où l'empereur Guillaume Ier est présent. Bismarck lui adresse également toutes ses condoléances. De retour à Paris, Bülow se heurte au premier secrétaire Max von Thielmann qui rend l'atmosphère pesante au sein de l'ambassade en cherchant à tout régenter et cela à tel point que le troisième secrétaire, Philipp zu Eulenburg, demande sa mutation. Von Bülow parvient quant à lui à gagner la sympathie de Hohenlohe qui intercède en sa faveur en novembre 1882 auprès d'Herbert von Bismarck afin de faire muter von Thielmann. En août 1883, Bülow est nommé premier secrétaire de l'ambassade et il se montre un serviteur loyal de la politique de Bismarck vis-à-vis de la France qui n'a toujours qu'un seul but : l'isolement diplomatique du pays. L'action de Bülow à Paris est saluée à Berlin et Herbert von Bismarck, alors secrétaire privé de son père, lui rend visite en mars 1883 et écrit au chancelier tout le bien qu'il pense du diplomate. En mars 1884, au cours d'un voyage à Rome, Bülow revoit Maria Dönhoff et manifeste son intention de l'épouser. À l'époque, épouser une femme divorcée est inconcevable pour un fonctionnaire. Herbert Bismarck est contre et cela d'autant plus que Maria Dönhoff est une intime de la princesse Victoria. Holstein lui conseille de repousser le mariage et Bülow demande à être muté pour s'éloigner. Il est affecté à l'ambassade de Saint-Pétersbourg le 29 juin 1884.

#### En poste à Saint-Pétersbourg

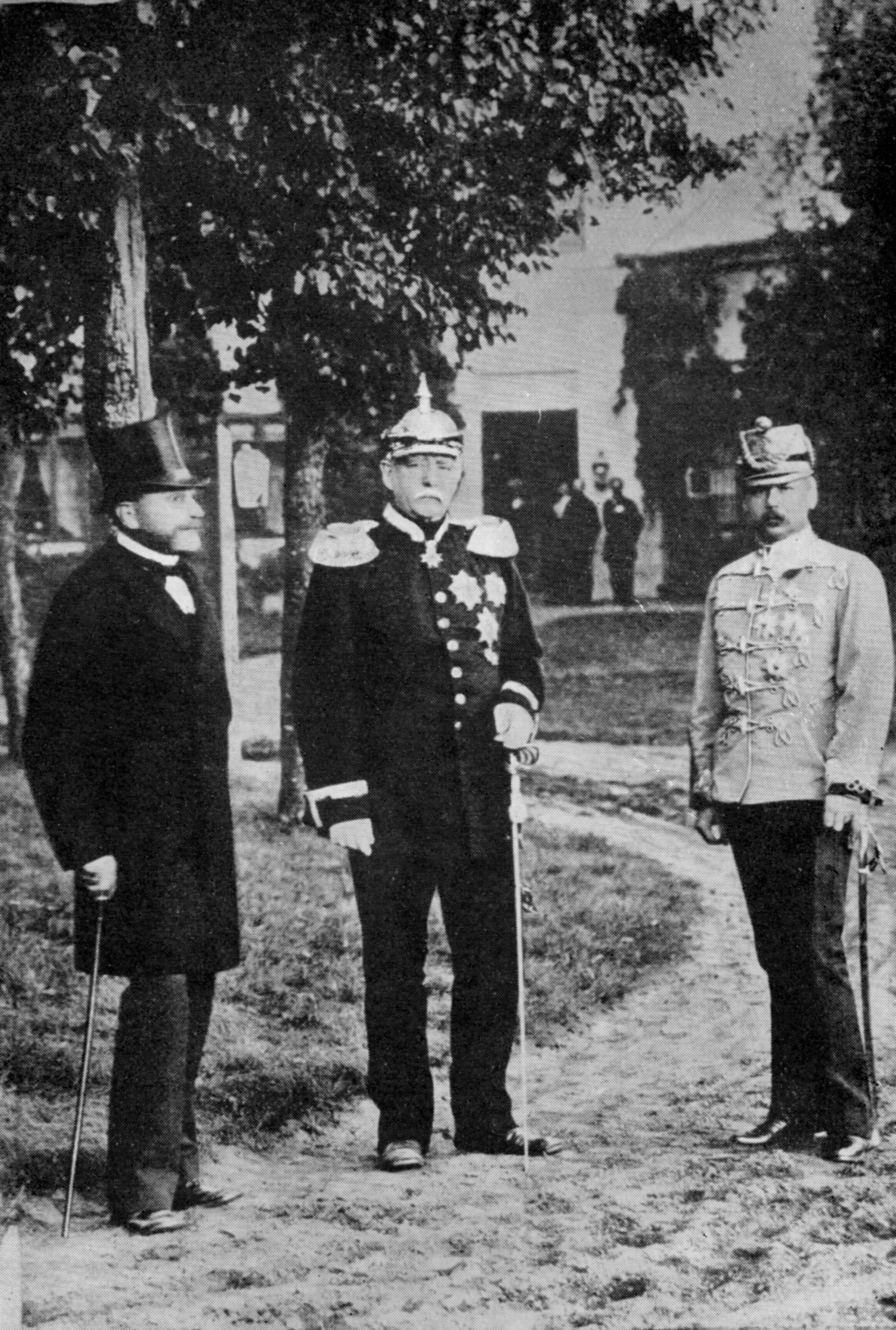
Le ministre des Affaires étrangères Nicolas de Giers, le chancelier Otto von Bismarck et le ministre des Affaires étrangères autrichien Gusztáv Kálnoky lors de l'entrevue des trois empereurs à Skierniewice en 1884.

Avant son arrivée en Russie, Bismarck l'invite dans son domaine de Varzin et lui parle de sa politique russe. Il souligne notamment l'importance de la Russie dans la politique étrangère allemande. Hanté par le danger d'un encerclement, Bismarck tente de ménager son voisin russe, faisant ainsi de l'ambassade de Saint-Pétersbourg un bastion. Début juillet 1884, Bülow entre au service de l'ambassadeur Hans Lothar von Schweinitz qui part régulièrement en congé, ce qui permet à Bülow de prendre les rênes de l'ambassade. Habitué des soirées mondaines de la capitale, Bülow est amené à rencontrer de nombreuses personnalités parmi lesquelles on remarque Vladimir Alexandrovitch de Russie, le frère du tsar, la princesse Helene Kotschoubey ou encore le général Tscherewin, chef de la police. Fidèle à Bismarck, Bülow écrit de nombreux rapports au fils de ce dernier et le chancelier manque rarement l'occasion de souligner auprès de ses collaborateurs la qualité du travail de l'envoyé à Saint-Pétersbourg. Bülow a besoin de cette reconnaissance officielle. Il ne peut pas se marier, ce qui pèse sur son quotidien. De plus, la situation diplomatique se complique. Le régime réactionnaire d'Alexandre III sous la houlette de l'ultra-conservateur Constantin Pobiedonostsev avec qui Schweinitz sympathise inquiète Bülow. Lui qui s'entend mal avec son supérieur est certain que Pobiedonostsev mène l'empire russe à la révolution. La crise bulgare est elle aussi préoccupante. Le rattachement de la Roumélie orientale à la Bulgarie va conduire à la Guerre serbo-bulgare. La Russie et l'Autriche-Hongrie ayant intérêt à conserver leur sphère d'influence dans les Balkans, l'Allemagne craint une guerre sur deux fronts. Bülow reçoit alors la mission de sonder les possibilités russes d'une rencontre entre les trois empereurs Guillaume Ier, Alexandre III et François-Joseph Ier qui finissent par se rencontrer du 15 au 17 septembre 1884 à Skierniewice et renouveler l'accord de neutralité de l'Entente des trois empereurs.

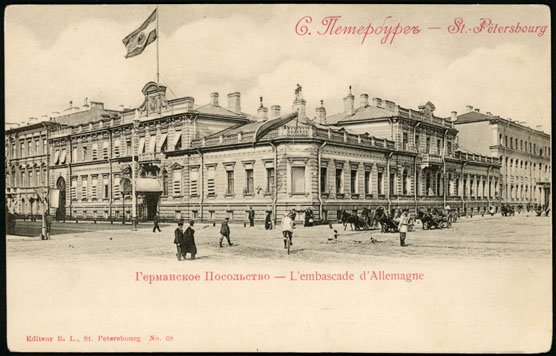
Ambassade d'Allemagne à Saint-Pétersbourg où travaille von Bülow pour la seconde fois.

En décembre 1885, le mariage de Maria Dönhoff est annulé par le pape, le couple peut enfin se marier et cela d'autant plus que Philipp Eulenburg, ami de Bülow, parvient à faire en sorte que Herbert von Bismarck accepte le mariage. Le mariage a lieu le 9 janvier 1886 et le couple part en voyage de noces à Salzbourg, Rome puis Berlin où ils sont accueillis à la cour impériale. La situation politique se calme mais Bismarck est peu à peu abandonné par ses soutiens. De plus en plus de personnalités politiques comme Alfred von Waldersee sont partisans d'une guerre préventive contre la Russie et contre la France. Bismarck croit quant à lui qu'une guerre russo-allemande est imminente et se met à combattre Waldersee. Bülow se range à l'avis de Bismarck, ce qui déplaît fortement à Friedrich von Holstein, opposant à la politique pro-russe engagée par le chancelier. Ce dernier essaie de discréditer Bülow auprès de la cour et d'Herbert Bismarck. Le 18 juin 1887, le Traité de réassurance est signé et Bülow y prend part. Ce traité n'évite pas la détérioration des relations diplomatiques et cela d'autant plus que le mouvement panslaviste reprend de la vigueur. Bülow essaie alors de rallier le ministre des Affaires étrangères russe Nicolas de Giers mais il ne peut que constater son impuissance. Résolument contre une guerre germano-russe. Les tensions finissent par s'apaiser après l'échec des partisans de la guerre. Sur le plan intérieur, l'Allemagne connaît une succession d'empereurs : Guillaume Ier meurt le 9 mars 1888. Son fils Frédéric lui succède mais ne règne que trois mois. Guillaume II est sacré empereur le 15 juin 1888. C'est à cette époque que Bernhard von Bülow demande à être nommé dans une ambassade plus proche. Il en réfère alors à Herbert von Bismarck. Le 6 avril 1888, il est envoyé comme ambassadeur d'Allemagne à Bucarest. Schweinitz l'avertit : « comme ministre en Roumanie, vous allez faire vos débuts sur un terrain bien glissant ». On lui confie alors la tâche d'officialiser les accords entre la Triplice et la Roumanie signés cinq ans plus tôt.

#### Ambassadeur à Bucarest et politique du Nouveau Cours

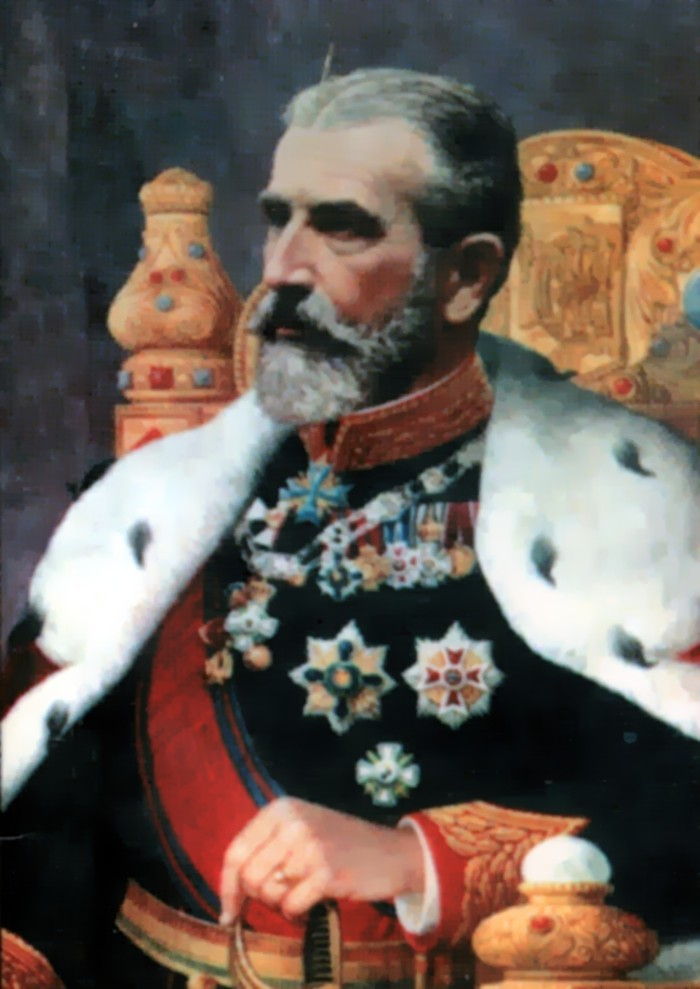
Le roi Charles Ier de Roumanie tout d'abord réticent à intégrer officiellement la Triplice.

Bülow s'attelle très rapidement à son travail et mène une vie moins mondaine qu'à Saint-Pétersbourg. Il côtoie les membres du corps diplomatique, des hommes d'État comme Petre P. Carp ainsi que le roi Carol Ier qu'il essaie d'amener à officialiser l'alliance avec la Triplice. L'Allemagne voudrait s'assurer du soutien de la Roumanie envers l'Autriche-Hongrie en cas d'une guerre avec la Russie. Les Allemands connaissent les revendications roumaines sur la Bessarabie qu'ils ont perdue en 1812. C'est ainsi que dans une lettre adressée à Friedrich von Holstein, Bülow écrit qu'il ne faut pas contrer les volontés expansionnistes roumaines : « Pour éviter que les Roumains ne tombent dans les filets russes, il est essentiel de prendre en compte jusqu'à un certain point les volontés d'expansion de ces derniers - naturellement de manière appropriée et avec toute la prudence qui s'impose. Les panslavistes mettant continuellement en avant les trois millions de Roumains vivants en Autriche-Hongrie, d'un autre côté il ne faut pas aller trop sèchement à l'encontre des exigences roumaines sur la Bessarabie »,. Ce n'est que le 23 novembre 1892 que le traité d'alliance entre l'Allemagne, l'Autriche-Hongrie et la Roumanie est signé.

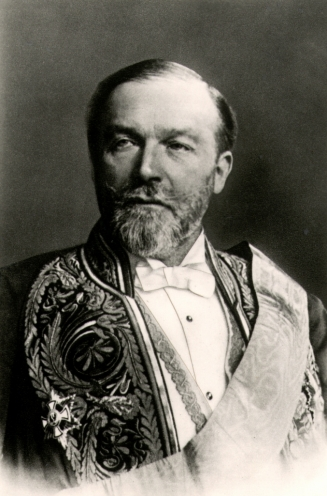
Philipp zu Eulenburg a joué un rôle non négligeable dans la carrière de Bernhard von Bülow.

En Allemagne, Bismarck n'est plus au pouvoir depuis 1890. Forcé à la démission par le nouvel empereur,, il est remplacé par Leo von Caprivi qui cherche entre autres à assurer la puissance allemande en Europe grâce à une politique d'alliances commerciales et industrielles. C'est ainsi que Bülow, favorable à la politique commerciale de Caprivi, contribue à la signature d'un contrat commercial avec la Roumanie en 1893 permettant de créer de nouveaux emplois et à faire baisser le prix des céréales qui avait brutalement augmenté à la suite des mauvaises récoltes de 1891. La nouvelle politique gouvernementale, le « Nouveau Cours », qui se veut plus favorable à la bourgeoisie et également plus sociale, rencontre de nombreuses oppositions. Fortement influencé par les idées nationalistes et anti-polonaises de Treitschke après la lecture de la Deutsche Geschichte im neunzehnten Jahrhundert - sans toutefois tomber dans son antisémitisme - Bülow se montre distant vis-à-vis de certains aspects du Nouveau Cours comme la politique polonaise du chancelier qui comporte des mesures qui tranchent avec la politique exercée jusqu'alors par Bismarck, en particulier l'ordonnance des langues qui autorisent l'enseignement en langue polonaise en particulier l'attention portée à la Pologne.
Bülow fait part de son souhait de changer d'ambassade et de rejoindre Rome, ce que lui refuse Friedrich von Holstein. Il se rapproche alors de Philipp zu Eulenburg qu'il connait depuis son séjour à Paris et commence à entretenir avec lui une correspondance suivie. Sachant que son ami fait lire certaines de ses lettres à l'empereur, Bernhard von Bülow « s'était attiré les faveurs du préféré de l'empereur en le flattant », et en louant la politique de l'empereur qui envisage de l'envoyer à Paris. Alors que Guillaume II prévoit de faire de l'attaché militaire à Rome Karl von Engelbrecht, le nouvel ambassadeur d'Allemagne en Italie, Holstein manœuvre afin de faire nommer Bülow à sa place et éviter que les militaires prennent trop d'importance aux postes diplomatiques. Quant à Eulenburg, il écrit plusieurs lettres à l'empereur dans l'intérêt de Bülow. Dans celle du 15 avril 1893, Eulenburg pousse Guillaume II à envisager le remplacement de l'ambassadeur Eberhard zu Solms-Sonnenwalde entré en disgrâce et ajoute : « Se pose la question du successeur. Selon ma plus humble opinion, il n'y en a qu'un, que Votre Majesté a toutefois destiné pour Paris : Bernhard Bülow », en soulignant expressément les liens entre la belle famille de Bülow et le roi Humbert Ier. Dans celle du 4 décembre 1893, il discrédite à son tour Engelbrecht puis Solms qu'il s'agit de renvoyer pour calmer Caprivi qui souhaite démissionner à la suite d'une remarque d'Engelbrecht à propos de la politique étrangère allemande en Italie, ce à quoi l'empereur répond : « Cher Phil. All right! J'ai solennellement cassé le cou de Solms sous les applaudissements du chancelier et Bülow est annoncé pour Rome »,. Une fois nommé à Rome, Bülow rend la pareille à son ami Eulenburg et fait en sorte qu'il soit nommé ambassadeur à Vienne, ce qui fait partie d'un pacte scellé entre les deux hommes et Karl Max von Lichnowsky, comme l'a deviné le diplomate Axel Varnbüler et comme l'a confirmé John Röhl dans ses travaux de recherche.

#### Ambassadeur à Rome et aspirations politiques

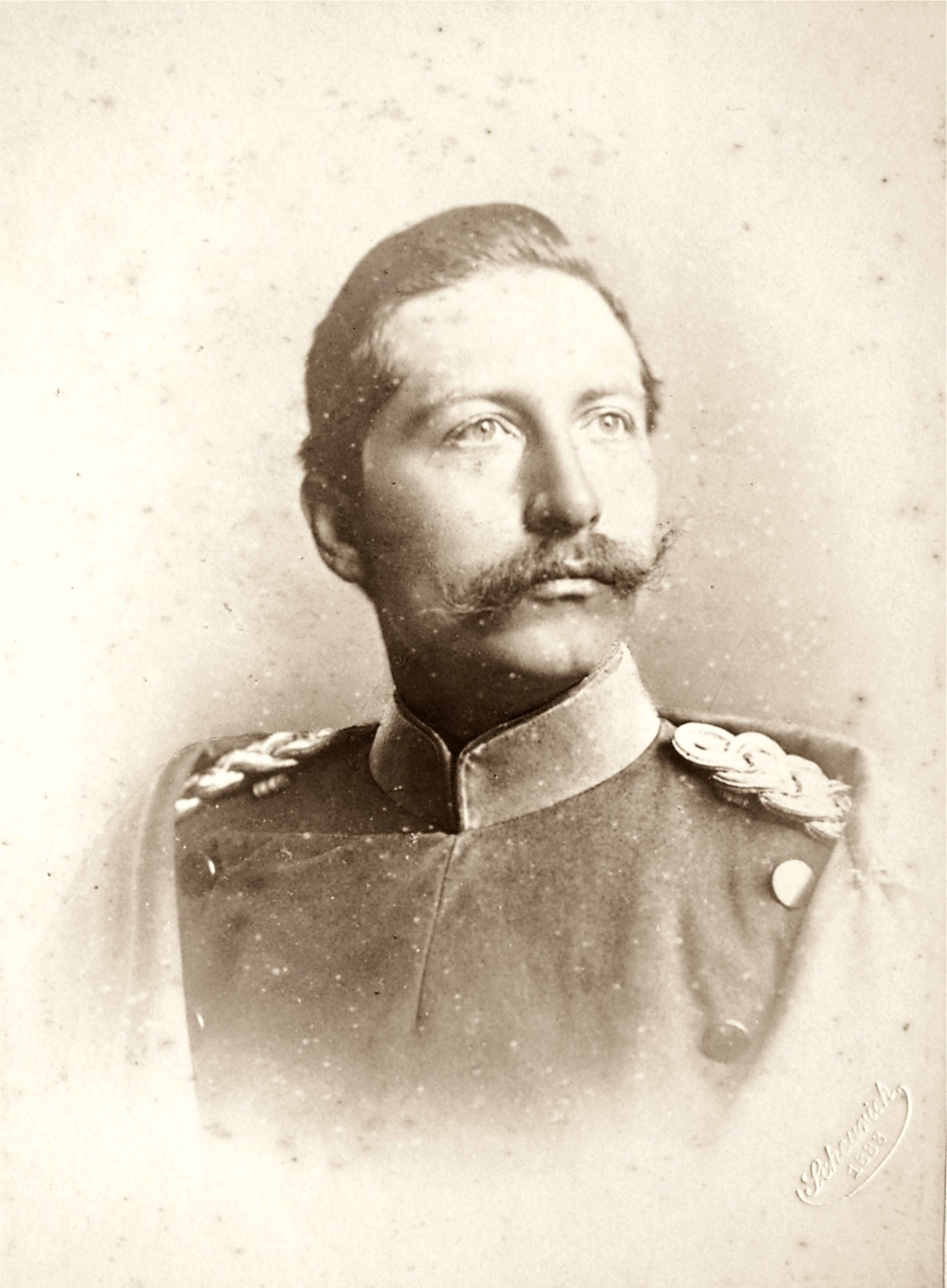
Guillaume II inaugure rapidement ce que l'on a appelé le régime personnel selon une formule de Bülow.

Arrivé au Palais Cafarelli, siège de l'ambassade d'Allemagne à Rome, Bülow cherche à s'imposer à la fois auprès de ses nouveaux collaborateurs encore trop intimidés par Engelbrecht mais aussi sur la scène politique italienne. Avec l'aide de sa belle-mère, il parvient ainsi à refaire de l'ambassade un lieu politique important. Réélu président du conseil en 1893, Francesco Crispi mène une politique étrangère marquée par une volonté expansionniste en Afrique de l'Est. Toujours contrainte à « demander le soutien diplomatique de ses partenaires »,, l'Italie a la protection de l'Allemagne qui a tout intérêt à la soutenir car elle pourrait se rapprocher de la France si elle se désintéressait de l'Afrique. Pour Afflerbach, la Triplice est un instrument de puissance politique pour Crispi. Au printemps 1894, Bülow rencontre Guillaume II et lui fait part du danger qu'il y aurait à négliger l'Italie : « Quand les Français se sont lancés maladroitement et à l'aveuglette dans la guerre de 1870, avec Gramont et Ollivier, les Italiens en ont profité pour se dégager de leur alliance avec eux. S'ils nous arrivait de faire une bêtise, ils agiraient de même avec nous ». Toutefois, dans une lettre du 21 juillet 1894 adressée au ministère des Affaires étrangères, Bülow affirme qu'il exhorte tout de même le gouvernement italien à la prudence. Il correspond très régulièrement avec Caprivi puis avec le nouveau chancelier Hohenlohe-Schillingsfürst entré en fonction à la fin de l'année 1894, et se révèle au fil de ses comptes rendus être un observateur très précis de la vie politique italienne. L'attaque de l'Éthiopie à la fin de l'année 1894 marque la reprise de la Première guerre italo-éthiopienne qui conduit à la défaite cuisante d'Adoua de 1896 et ainsi à la chute de Crispi.
« Bien que mon attention fût dirigée surtout sur la politique intérieure et extérieure de l'Italie, je ne pouvais pas me désintéresser de l'Allemagne, que dominait toujours la puissante figure de Bismarck ». Bülow se met petit à petit à faire part de ses conceptions politiques, en particulier dans ses échanges avec Eulenburg. La manière de gouverner l'Allemagne a changé depuis le départ de Bismarck. Le nouvel empereur Guillaume II veut gouverner seul mais sans assumer les tâches qui y sont liées. Moqué pour ses voyages trop fréquents et son « régime d'opérette », l'empereur veut affaiblir le rôle du chancelier et cherche donc à s'entourer d'hommes politiques qui accomplissent ses volontés. Comme le souligne Sandrine Kott : « En choisissant le prince Chlodwig von Hohenlohe-Schillingsfürst, Guillaume II semble décidé à exercer plus directement le pouvoir. [...] Mais il a déjà soixante-quinze ans quand il prend ses fonctions en 1894, et l'empereur a décidé qu'il appliquerait sa politique ». Plusieurs hommes politiques sont conscients que pour gouverner efficacement, il faut concilier entre eux les milieux influents, en particulier les grands propriétaires terriens et la grande bourgeoisie industrielle et c'est la position du ministre des Finances Johannes von Miquel qui se fait le défenseur de cette politique de rassemblement. Pour Bülow, la vision de Miquel est trop exclusive : « La base de la politique intérieure impériale doit être la plus large possible pour que les conservateurs, les libéraux nationaux, les cléricaux modérés et les libéraux de gauche les plus modérés y trouve leur place : d'une part pour maintenir l'unité de l'empire et d'autre part parce que nous avons besoin d'un front large et fort contre la révolution sociale »,. Il développe un véritable programme politique opposé aux dissensions nationalistes, à un nouveau Kulturkampf et opposé à toute répression trop « dictatoriale » de la social-démocratie.

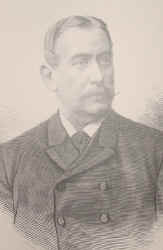
Adolf Marschall von Bieberstein est muté comme ambassadeur d'Allemagne à Constantinople.

Réduit à un rôle de subalterne, le chancelier Hohenlohe est traité avec très peu d'égards. L'empereur veut un chancelier dévoué et Eulenburg lui avance le nom de Bülow : « Bernhard est le fonctionnaire le plus précieux qu'ait Votre Majesté, le chancelier d'empire prédestiné pour l'avenir »,, ce à quoi l'empereur répond : « Bülow doit devenir mon Bismarck et comme ce dernier faisait résonner l'Allemagne à l'extérieur avec grand-père, nous nettoierons tous les deux le fatras du parlementarisme et du moule des partis »,. Le 23 juillet 1896, Bülow vante ses mérites et flatte l'empereur comme le lui a conseillé Eulenburg lors d'une entrevue un mois auparavant : « Je serais un autre chancelier impérial que les précédents. Bismarck était une puissance en soi, Pépin, Richelieu. Caprivi et Hohenlohe se sentaient et se sentent cependant comme des représentants du 'gouvernement' et jusqu'à un certain point du parlement de Sa Majesté. Je me considérerais comme un outil qui exécute les décisions de Sa Majesté, en quelque sorte comme son chef d'état-major politique. Mais avec moi commencerait en bonne part un régime personnel »,. Pour des raisons financières, Bülow est peu attiré par un poste gouvernemental mais la situation politique intérieure se détériore et va le conduire à accepter un tel poste. Une série d’évènements politiques éclatent en 1896-1897 : le scandale Leckert-Lützow qui met au jour des intrigues venant des milieux conservateurs contre des fonctionnaires des Affaires étrangères et en premier lieu contre le secrétaire d'État Marschall ; les députés du Zentrum qui bloquent quant à eux le projet de flotte de l'empereur ; enfin l'écrasement de la grève des dockers de Hambourg. Bülow voit dans son intérêt de soutenir l'empereur qui va jusqu'à remettre en cause la qualité des collaborateurs de son grand-père qu'il qualifie de « faire-valoir ». Lors du remaniement du gouvernement, Bülow prend l'intérim de Marschall le 26 juin 1897, officiellement pour raison de santé, puis est nommé secrétaire d'État le 20 octobre.

### Secrétaire d'État aux Affaires étrangères
Lorsque Bülow entre en fonction, le monde politique sait qu'il a la confiance de l'empereur. Bülow se fait l'outil de la politique expansionniste de Guillaume II et s'il veut réaliser ses projets politiques, et en particulier celui de devenir chancelier, Bülow doit soutenir le projet de flotte. Guillaume II veut « rendre plus énergique (la) politique (jusqu'alors) indécise et tiède en Asie de l'Est »,. La politique étrangère de Bülow va donc être en grande partie centrée sur une politique coloniale. Mais l'Allemagne n'ayant de cesse d'essayer de s'imposer dans le jeu colonial, elle va inévitablement se heurter aux autres empires qui eux sont déjà bien implantés dans leurs colonies. Vouloir de nouvelles colonies équivaut à remettre en cause les sphères d'influence existantes et l'Allemagne ne peut pas encore se le permettre du fait d'une flotte moins développée que celles des autres empires et Bülow souligne que l'Allemagne doit « opérer prudemment, comme la chenille avant que ses ailes de papillons ne soient poussées »,.

#### Débuts hésitants en Extrême-Orient et dans le Pacifique

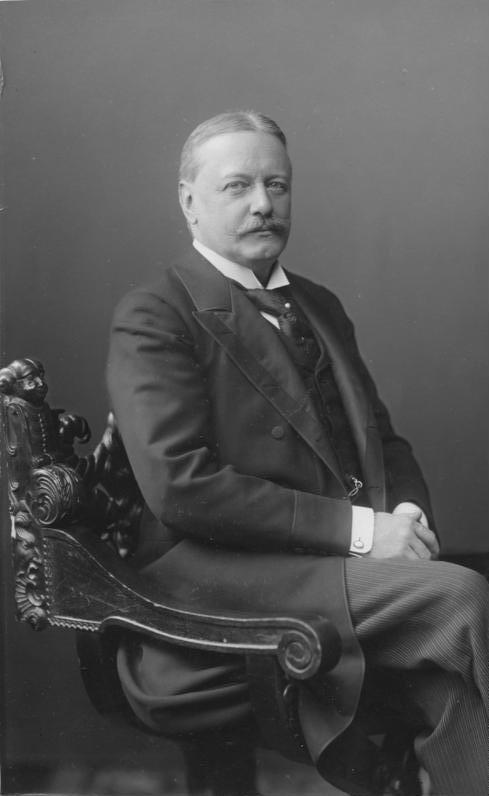
Bülow, secrétaire d'État aux Affaires étrangères.

L'assassinat de missionnaires allemands le 1er novembre 1897 va lui donner le prétexte à l'occupation de Kiautschou le 14 novembre suivant. La situation diplomatique avec la Russie, qui a ses intérêts dans la région, se dégrade. Ne voulant pas commencer son mandat de secrétaire d'État aux Affaires étrangères par une guerre, Bülow préfère prendre un congé et part pour Rome. Il ne revient que le 30 novembre à Berlin où il rencontre l'ambassadeur de Russie Nikolaï von der Osten-Sacken. Il parvient à désamorcer la crise diplomatique en assurant l'ambassadeur qu'en occupant Kiautschou, l'Allemagne dispose alors d'un point d'appui pour aider la Russie en cas de conflit par exemple avec le Japon. Devant le Reichstag et face à un chancelier dépassé, Bülow justifie cet élargissement des intérêts coloniaux ainsi : « Nous ne voulons faire de l'ombre à personne mais nous exigeons aussi notre place au soleil. En Asie de l'est comme en Inde de l'ouest, nous nous appliquerons [...], sans agressivité superflue, mais pas non plus sans faiblesse, à défendre nos droits et nos intérêts »,. Pour Sandrine Kott, « Les nouveaux diplomates ou les nouveaux hommes forts de la politique extérieure, comme Bülow et Tirpitz, font montre d'une agressivité verbale jusqu'alors inconnue, calquant leur attitude sur celle de l'empereur ». En prenant en main la politique étrangère de cette façon, Bülow marque une prise de distance radicale avec la politique d'équilibrage de Bismarck et inaugure un colonialisme expansif. Pour Ullrich, le discours de Bülow marque une « césure dans l'histoire de la politique étrangère allemande » tout en étant symptomatique des aspirations impérialistes de l'époque. Le 6 mars 1898, le traité de Kiautschou est signé. L'Allemagne obtient un bail de 99 ans pour le comptoir désormais allemand de Kiautschou, des concessions de chemin de fer et de mines ainsi que des tarifs douaniers favorables. Brillant orateur, Bülow parvient avec Tirpitz à rallier les députés du Zentrum au projet de flotte qui est adopté le 28 mars 1898.
Lorsqu'éclate la Guerre hispano-américaine en avril de la même année, l'empereur Guillaume II se prononce pour une intervention militaire visant à l'annexion de Manille : « Ça les Yankees n'en ont pas le droit car c'est nous qui devons avoir Manille »,. Le rapport du consul allemand à Manille Friedrich von Krüger insiste sur le fait que les insurgés de Manille seraient enclins à accepter une monarchie philippine sous les ordres d'un prince allemand. Bülow reste prudent et conseille à l'empereur d'envoyer l'amiral Otto von Diederichs pour observer la situation et confirmer les dires du consul : « Une intervention allemande imprudente pourrait provoquer une coalition générale dirigée contre nous »,. Von Diederichs est envoyé dans la baie de Manille bloquée par les Américains après leur victoire. Mal informé sur les capacités militaires américaines, l'Allemagne est au bord du conflit avec la flotte de George Dewey mais finit par retirer ses navires. Voulant tout de même tirer un avantage colonial de la situation, Bülow écrit à l'ambassadeur allemand à Washington Theodor von Holleben que « Sa Majesté l'empereur juge comme étant l'un des devoirs majeurs de la politique allemande de ne pas laisser inexploitée l'occasion qui s'offre à la suite du conflit hispano-américain d'acquérir des bases maritimes en Asie de l'Est »,. Le 17 février 1899, en signant le traité germano-espagnol, Bülow parvient à négocier l'achat par l'Allemagne des îles espagnoles des Mariannes (hormis Guam qui échoit aux États-Unis), de Palau et des îles Caroline pour la somme de 17 millions de marks. Comme le souligne Herold, et même si Bülow s'en réjouit, ces îlots n'ont que peu d'importance économique et stratégique. Les succès de Bülow sont soulignés par la presse et vont contribuer à sa nomination au poste de chancelier. L'empereur le récompense le 22 juin 1899. L'Allemagne poursuit alors sa politique coloniale « tâtonnante » en traitant avec le Royaume-Uni et les États-Unis. Elle obtient les Samoa de l'ouest avec les deux îles principales de Savai'i et Upolu avec le port d'Apia le 16 février 1900 et y fonde un protectorat.

#### Moyen-Orient et train de Bagdad

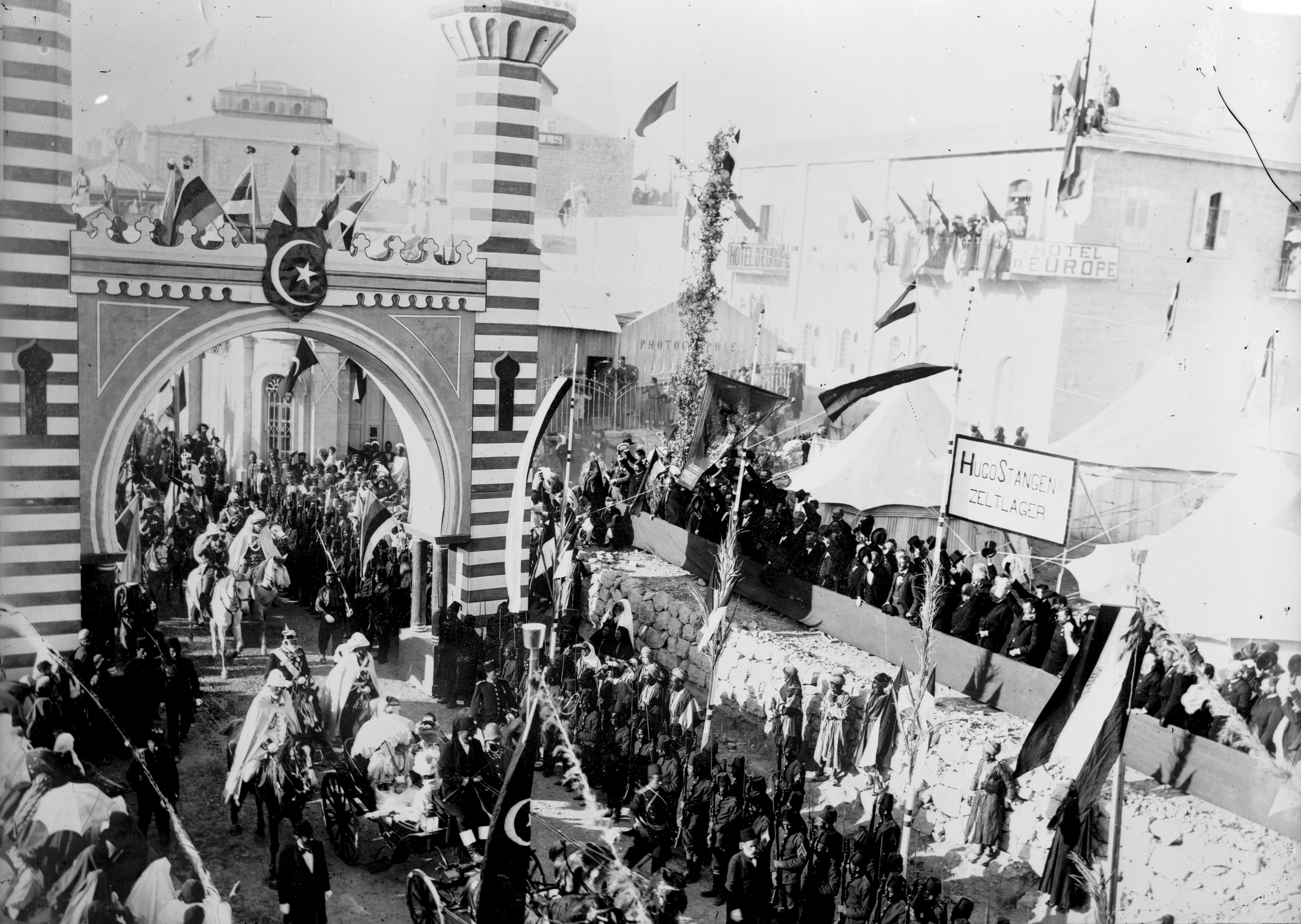
Visite de Guillaume II à Jérusalem en 1898.

Soulignant que les « territoires d'outre-mer ne furent jamais des colonies de peuplement », Sandrine Kott met également en avant le fait que « paradoxalement, les intérêts allemands sont les mieux représentés dans des territoires qui ne sont pas des colonies allemandes » et cite l'exemple du chemin de fer Berlin-Bagdad. Le Moyen-Orient et en particulier l'empire ottoman vont occuper pour un temps la politique étrangère de l'Allemagne. Les liens entre les deux pays sont déjà développés. Guillaume II a en effet déjà rencontré le sultan Abdül-Hamid II en 1889, date à laquelle est fondée une société de chemin de fer allemande en Anatolie. De plus, l'armée turque profite depuis 1882 de l'expertise de l'armée allemande pour se réorganiser, lui faisant ainsi profiter de nombreux contrats d'armement. Les relations diplomatiques et économiques ne vont cesser de se développer entre l'empire allemand et l'empire ottoman qui « est l'un des espaces de prédilection pour l'expansion économique allemande », à l'image des lignes de chemin de fer entre Izmit et Ankara puis entre Eskişehir et Konya construites en 1892 et 1893.
Lorsqu'il entreprend un voyage en Palestine en 1898 (de), l'empereur Guillaume II souhaite officiellement faire un pèlerinage sur les lieux saints. Toutefois le décorum ne parvient pas à masquer les intérêts économiques du voyage. Bülow fait partie du voyage qui, s'il respecte un programme de recueillement, n'en est pas moins un voyage d'affaires. L'empereur rencontre en effet deux hommes d'affaires : Georg Siemens, le directeur de la Deutsche Bank, et Kurt Zander, le directeur-général de la Société du Chemin de fer Ottoman d’Anatolie (de). Après le voyage de l'empereur en Orient, Bülow continue les pourparlers avec Siemens qu'il assure de son soutien. Même si Bülow rejette tout intérêt politique direct en Turquie devant le Parlement le 12 décembre 1898, des diplomates à l'image de l'ambassadeur austro-hongrois Szögyény en doutent. La construction du chemin de fer entraînerait selon lui une « colonisation économique »,. Les richesses de la Turquie (en particulier le pétrole) et sa situation géographique attirent à la fois les industriels et les militaires qui cherchent à la conquérir par la pénétration pacifique. Le 26 novembre 1899, la Société du Chemin de fer Ottoman d’Anatolie obtient la pré-concession pour le chemin de fer. Les contrats sont signés par Siemens et Zihni Pacha le 24 décembre suivant.

#### Tensions internationales
Des tensions apparaissent avec la Grande-Bretagne, la Russie et les États-Unis, le discours des Huns du 27 juillet 1900 ayant gravement nui à l'image de l'Allemagne.
Mais les plus grandes tensions viennent de la politique allemande en Asie et en Turquie. La Russie considérant que c'est son terrain habituel et l'Angleterre voyant sa position stratégique dans le golfe persique compromise. Cela entraine un rapprochement entre la Russie et la Grande-Bretagne.

### Chancelier

#### Nomination
Grâce à Philip zu Eulenburg sa candidature au poste de chancelier est appuyée. Bülow est un connaisseur d'hommes et ne rechigne pas à flatter les gens si le succès est à la clef. C'est ainsi qu'il écrit à propos de l'empereur : « Il est si important. Après Frédéric le Grand, le plus important des Hohenzollern », visiblement dans l'attente que ces compliments soient transmis.
Après la démission de Chlodwig zu Hohenlohe-Schillingsfürst et parce que Guillaume II avait échoué à imposer son texte sur les prisons devant le Reichstag, Bülow est nommé chancelier d'Empire et ministre-président de Prusse le 17 octobre 1900. L'empereur met de grands espoirs dans son nouveau chancelier en affirmant qu'il doit devenir son Bismarck. À son poste, Bülow reste loyal à l'empereur tout en critiquant sa politique personnelle.
Bülow est persuadé comme son conseiller Friedrich von Holstein que l'empire allemand doit élaborer une politique étrangère de la "main libre" qui corresponde à sa puissance économique. Il soutient alors les lois navales d'Alfred von Tirpitz. À la fin du XIXe siècle, l'Allemagne est devenue la deuxième plus grande nation en termes d'exportation derrière le Royaume-Uni et devant les États-Unis. Cependant, les navires de commerce allemands qui transportent des marchandises d'une valeur annuelle de plusieurs douzaines de milliards de marks, sont peu protégés en comparaison avec les navires de commerce britanniques et américains. Bülow s'emploie alors à porter la politique impériale de construction forcée de navires de guerre afin que celle-ci ne soit pas entravée. C'est en acquérant des possessions en outre-mer que la flotte dispose de bases militaires avec des ports protégés. Bülow milite pour la construction de chemins de fer comme le train de Bagdad ou les projets ferroviaires dans les colonies africaines.

#### Mandat
Bülow est hésitant quant aux pourparlers mis en place par le Royaume-Uni en vue d'une union. Ces derniers échouent en 1901. Le 8 janvier 1902, Bülow tient devant le parlement un discours contre le ministre britannique des colonies Joseph Chamberlain. Dans ce discours connu sous le titre « discours du mordeur de granit », il attaque le ministre anglais qui avait justifié l'action britannique dans la deuxième guerre des Boers en la comparant avec celle des Allemands lors de la guerre franco-allemande. Les relations anglo-allemandes en sortent durablement affaiblies.
En 1904, des navires de guerre russes coulent accidentellement un bateau de pêche britannique en mer du Nord, c'est l'incident du Dogger Bank. Bülow cherche alors à se rapprocher de la Russie afin de renforcer le conflit avec le Royaume-Uni. L'Allemagne est de plus en plus isolée. Elle se rend compte lors de la première crise du Maroc et lorsque la France et la Grande-Bretagne signent l'Entente cordiale. Bien que Bülow soit en partie responsable de cette évolution, il accuse les ennemis de l'Allemagne de vouloir l'encercler. En 1905, au moment de la première crise marocaine, il incite Guillaume II à se rendre à Tanger, ce qui permet à l'Allemagne d'obtenir en compensation le Togo et une partie du Cameroun en Afrique. Ce succès conduit à la démission du ministre français des affaires étrangères, Delcassé, et permet à Bülow d'obtenir le titre de prince.
C'est pendant son mandat qu'éclatent les révoltes en Afrique orientale allemande et dans le Sud-Ouest africain allemand. Se sont ensuivis une réorganisation des protectorats (en promouvant par exemple l'autonomie administrative), la découverte des diamants, la constitution d'un office impérial pour l'administration coloniale. Les combats politiques liées à cela ont conduit à la dissolution du parlement.
En 1907, Bernhard von Bülow est impliqué dans l'Affaire Harden-Eulenburg. En septembre 1907, Adolf Brand soupçonne le chancelier d'avoir des contacts intimes avec le secrétaire privé Max Scheefer. Ces accusations sont réfutées par Bernhard von Bülow, Philipp zu Eulenburg et Magnus Hirschfeld lors du procès contre Brand et rejetées par le tribunal. Dans son étude publiée en 2010, l'historien Peter Winzen soutient la thèse selon laquelle Bülow aurait lui-même procuré à Maximilian Harden des documents compromettants contre Eulenburg. De cette manière, il aurait voulu éliminer son ancien ami qui aurait conspiré à son renvoi auprès de l'empereur dont il est un intime.
À partir de l'été 1907, Bülow essaie de convaincre l'Empereur de ralentir la construction des navires de guerre pour adoucir les relations avec l'Angleterre. Toutefois, Guillaume II exprime son refus pendant une visite du souverain britannique en août 1908 à Friedrichshof. En 1908, lors des problèmes dans les Balkans, Bülow fait savoir que les intérêts austro-hongrois sont capitaux pour la préservation de l'empire allemand. Ce « serment des Nibelungen » exprimé à l'occasion d'un discours devant le parlement le 29 mars 1909 en réaction à la crise bosniaque contribue à réduire la marge de manœuvre allemande.

#### Démission
L'Affaire du Daily Telegraph fait perdre à Bernhard von Bülow la confiance que lui portait l'empereur jusque-là. Ce journal avait publié un article compromettant pour l'empereur sur les relations anglo-allemandes. L'article reprend des discussions de l'empereur avec le colonel James Stuart Wortley. En Grande-Bretagne, le comportement présomptueux de Guillaume II suscite l'indignation. Même en Allemagne, des voix se font entendre pour limiter dans la constitution les prérogatives de l'empereur. Les partis au Reichstag s'opposent à l'empereur, créant ainsi une crise étatique sérieuse.
Le chancelier a une grande responsabilité dans le scandale puisqu'il était de sa responsabilité de vérifier le texte de l'interview avant sa publication. Au Reichstag, il ne défend pas l'empereur qui, sous la pression publique, doit promettre de s'exprimer de manière plus mesurée à l'avenir. C'est ainsi que la confiance entre les deux hommes disparaît. Le 14 juillet 1909, Bülow fait parvenir sa démission après avoir été mis en minorité par les conservateurs et les centristes sur les questions du budget et de l'impôt sur les successions.

#### Après la démission
En 1914, au vu de la situation internationale qui se dégrade, Bülow est envoyé comme ambassadeur spécial à Rome avec pour mission de faire rester l'Italie dans la Triplice.

## Historiographie
Il faut attendre 1991 pour que la figure de von Bülow, longtemps délaissée par les historiens, fasse l'objet d'une biographie par l'historien Gerd Fesser. Bien qu'il la juge scientifiquement satisfaisante, l'historien Peter Winzen lui reproche de faire « l'apologie et de minimiser le rôle de Bülow on ne peut plus funeste dans son ensemble »,. L'ouvrage que Winzen publie sur Bülow en 2003 ne laisse d'ailleurs aucun doute quant à la thèse de l'auteur pour qui le chancelier a joué « plutôt (le) rôle du grand minable »,. L'ouvrage de Winzen est moins une biographie qu'une étude assez complète de la politique étrangère allemande de l'époque.

## Œuvre
- Mémoires du chancelier prince de Bülow, publiés en 1931.

#### En français

##### Sur Bülow
- André Tardieu, Le Prince de Bülow, Paris, Calmann-Lévy, 1909.
- Bernhard von Bülow (trad. Henri Bloch et Paul Roques), Mémoires du Chancelier Prince de Bülow : 1849-1896 Sa jeunesse et sa carrière de diplomate [« Denkwürdigkeiten »], t. 4, Paris, Plon, 1931
- Bernhard von Bülow (trad. Henri Bloch), Mémoires du Chancelier Prince de Bülow : 1897-1902 Le Secrétariat d'État des Affaires étrangères et les premières années de Chancellerie [« Denkwürdigkeiten »], t. 1, Paris, Plon, 1931
- Bernhard von Bülow (trad. Henri Bloch), Mémoires du Chancelier Prince de Bülow : 1902-1909 Du renouvellement de la Triplice jusqu'à la démission du Chancelier [« Denkwürdigkeiten »], t. 2, Paris, Plon, 1931
- Bernhard von Bülow (trad. Henri Bloch et Paul Roques), Mémoires du Chancelier Prince de Bülow : 1909-1919 La Grande Guerre et la Débâcle [« Denkwürdigkeiten »], t. 3, Paris, Plon, 1931

##### Sur l'époque
- Anne-Lucie Chaigne-Oudin, La France et les rivalités occidentales au Levant : Syrie-Liban, 1918-1939, Paris/Budapest/Kinshasa etc., Editions L'Harmattan, coll. « Comprendre le Moyen-Orient », 2006, 328 p. (ISBN 2-296-00677-9, présentation en ligne)
- François Georgeon, Abdulhamid II : Le sultan calife, Fayard, 2003, 540 p. (ISBN 2-213-64828-X, présentation en ligne)
- Sandrine Kott, L'Allemagne du XIXe siècle, Paris, Hachette, coll. « Carré histoire » (no 45), 1999, 254 p. (ISBN 2-01-144988-X)
- Dieter Groh, Le « Sonderweg » de l'histoire allemande : mythe ou réalité ?, Annales. Économies, Sociétés, Civilisations (no 5), 1983 (lire en ligne), p. 1166-1183

#### En allemand

##### Sur Bülow
- (de) Gerd Fesser, Reichskanzler Bernhard Fürst von Bülow : eine Biographie, Berlin, Deutscher Verlag der Wissenschaften GmbH, 1991, 176 p. (ISBN 3-326-00646-2)
- (de) Johannes Penzler, Fürst Bülows Reden nebst urkundlichen Beiträgen zu seiner Politik., vol. I. 1897-1907, Berlin, Verlag von Georg Reimer, 1907
- (de) Friedrich Wilhelm von Redern (préf. Sabine Giesbrecht), Unter drei Königen : Lebenserinnerungen eines preußischen Oberstkämmerers und Generalintendanten, Cologne, Böhlau Verlag Köln Weimar, coll. « Veröffentlichungen aus den Archiven Preussischer Kulturbesitz » (no 55), 2003, 401 p. (ISBN 3-412-17402-5)
- (de) Wilhelm Spickernagel (de), Fürst Bülow, Hambourg, Alster Verlag, 1921, 264 p.
- (de) Peter Winzen, Bernhard Fürst von Bülow, Gœttingue, Muster-Schmidt Verlag, coll. « Persönlichkeit und Geschichte » (no 163), 2003, 185 p. (ISBN 3-7881-0154-7)
- Friedrich Hiller von Gaertringen: Fürst Bülows Denkwürdigkeiten. Untersuchungen zu ihrer Entstehungsgeschichte und ihrer Kritik (= Tübinger Studien zur Geschichte und Politik, Nr. 5). Mohr (Siebeck), Tübingen 1956.
- Adolf Henle (de), Fürst Bülow als Angeklagter! : skandalöse Zustände in Deutschland, Pache Verlag Lausanne 1907;

##### Sur l'époque
- (de) Holger Afflerbach, Der Dreibund : europäische Großmacht- und Allianzpolitik vor dem Ersten Weltkrieg, Vienne, Böhlau Verlag Wien, coll. « Veröffentlichungen der Kommission für Neuere Geschichte Österreichs » (no 92), 2002, 983 p. (ISBN 3-205-99399-3)
- (de) Horst Robert Balz, Theologische Realenzyklopädie : Kreuzzüge-Leo XIII., Berlin, Walter de Gruyter, coll. « Theologische Realenzyklopädie » (no 20), 1977, 793 p. (ISBN 3-11-012655-9)
- (de) Tobias Bringmann, Handbuch der Diplomatie, 1815-1963 : Auswärtige Missionschefs in Deutschland und Deutsche Missionschefs Im Ausland Von Metternich Bis Adenauer, Berlin, Walter de Gruyter, 2001, 506 p. (ISBN 3-11-095684-5, présentation en ligne)
- (de) Norbert Elias (dir.), Studien über die Deutschen : Machtkämpfe und Habitusentwicklung im 19. und 20. Jahrhundert, Berlin, Suhrkamp, coll. « suhrkamp taschenbuch wissenschaft » (no 1008), 1992, 560 p. (ISBN 978-3-518-28608-1)
- (de) Philipp Eulenburg et John C. G. Röhl (dir.), Philipp Eulenburgs politische Korrespondenz : Im Brennpunkt der Regierungskrise 1892-1895, vol. 2, Munich, Oldenbourg Verlag, coll. « Deutsche Geschichtsquellen des 19. und 20. Jahrhunderts » (no 52), 1979, 2383 p. (ISBN 3-7646-1705-5)
- (de) Philipp Eulenburg et John C. G. Röhl (dir.), Philipp Eulenburgs politische Korrespondenz : Krisen, Krieg und Katastophen 1895-1921, vol. 3, Munich, Oldenbourg Verlag, coll. « Deutsche Geschichtsquellen des 19. und 20. Jahrhunderts » (no 52), 1983, 2383 p. (ISBN 3-7646-1829-9)
- (de) Gerd Fesser, Der Traum Vom Platz an Der Sonne : Deutsche Weltpolitik 1897-1914, Brême, Donat, 1996, 239 p. (ISBN 3-931737-03-9)
- (de) Katja Frehland-Wildeboer, Treue Freunde? Das Bündnis in Europa, 1714-1914, Munich, Oldenbourg Verlag, coll. « Studien zur Internationalen Geschichte » (no 25), 2010, 476 p. (ISBN 978-3-486-59652-6 et 3-486-59652-7)
- (de) Nils Havemann, Spanien im Kalkül der deutschen Außenpolitik : von den letzten Jahren der Ära Bismarck bis zum Beginn der Wilhelminischen Weltpolitik (1883-1899), Berlin, Verlag Duncker & Humblot, 1997
- (de) Heiko Herold, Reichsgewalt bedeutet Seegewalt : die Kreuzergeschwader der Kaiserlichen Marine als Instrument der deutschen Kolonial- und Weltpolitik 1885 bis 1901, Munich, Oldenbourg Verlag, 2012, 472 p. (ISBN 978-3-486-71297-1 et 3-486-71297-7, présentation en ligne)
- (de) Klaus Hildebrand, Deutsche Außenpolitik 1871-1918, Munich, Oldenbourg Verlag, coll. « Enzyklopädie deutscher Geschichte » (no 2), 2008, 204 p. (ISBN 978-3-486-58698-5 et 3-486-58698-X)
- (de) Paul Theodor Hoffmann, Die Elbchaussee : ihre Landsitze, Menschen und Schicksale, Hambourg, Broschek, 1962, 321 p.
- (de) Friedrich von Holstein, Die geheimen Papiere Friedrich von Holsteins : Briefwechsel : 30. Januar 1861 bis 28. Dezember 1896, vol. 3, Musterschmidt, 1961 (ISBN 3-596-11694-5)
- (de) Edgar Hösch (dir.), Karl Nehring (dir.) et Holm Sundhaussen (dir.), Lexikon zur Geschichte Südosteuropa, Stuttgart, UTB, coll. « UTB : Geschichte » (no 8270), 2004, 770 p. (ISBN 3-8252-8270-8)
- (de) Oswald Jannermann, Slawische Orts- und Gewässernamen in Deutschland : Von Belgrad in Pommern bis Zicker auf Rügen, Book on Demand, 2009, 162 p.
- (de) Manfred Berg et Philipp Gassert, Deutschland und die USA in der internationalen Geschichte des 20. Jahrhunderts : Festschrift für Detlef Junker, Stuttgart, Franz Steiner Verlag, 2004, 598 p. (ISBN 3-515-08454-1, présentation en ligne)
- (de) Karoline Müller (dir.) et Friedrich Rothe (dir.), Victoria von Preussen 1840-1901 in Berlin 2001, Berlin, Verein der Berliner Künstlerinnen, coll. « Mitteilung des Vereins der Berliner Künstlerinnen 1867 e.V » (no 15), 2001, 594 p. (ISBN 3-9802288-9-4)
- (de) Wolfgang Neugebauer et Otto Büsch, Handbuch der preussischen Geschichte : Vom Kaiserreich zum 20. Jahrhundert und große Themen der Geschichte Preußens, vol. 3, Berlin, Walter de Gruyter, 2001, 812 p. (ISBN 3-11-014092-6)
- (de) Otto Pflanze, Bismarck : Der Reichskanzler, Munich, C.H.Beck, coll. « Beck'sche Reihe », 2008, 808 p. (ISBN 978-3-406-54823-9 et 3-406-54823-7, présentation en ligne)
- (de) Manfred Pohl, Philipp Holzmann. Geschichte eines Bauunternehmens 1849–1999, Munich, C.H.Beck, 1999, 449 p. (ISBN 3-406-45339-2, présentation en ligne)
- (de) John Charles Gerald Röhl, Wilhelm II : die Jugend des Kaisers, 1859-1888, Munich, C.H.Beck, 1993, 980 p. (ISBN 3-406-48229-5)
- (de) John Charles Gerald Röhl, Wilhelm II : der Aufbau der persönlichen Monarchie 1888-1900, Munich, C.H.Beck, 2001, 1437 p. (ISBN 3-406-48229-5)
- (de) John Charles Gerald Röhl, Kaiser, Hof und Staat : Wilhelm II. und die deutsche Politik, Munich, C.H.Beck, 2002, 289 p. (ISBN 3-406-49405-6)
- (de) Gustav Schmidt, Der europäische Imperialismus, Munich, Oldenbourg Verlag, 1989, 241 p. (ISBN 3-486-52402-X)
- (de) Volker Ullrich, Die nervöse Großmacht : Aufstieg und Untergang des deutschen Kaiserreichs 1871–1918, Francfort, Fischer Taschenbuch (no 11694), 2001, 720 p. (ISBN 3-596-11694-5)
- (de) Peter Winzen, Das Ende der Kaiserherrlichkeit : Die Skandalprozesse um die homosexuellen Berater Wilhelms II. 1907-1909, Cologne, Böhlau Verlag Köln Weimar, 2010, 366 p. (ISBN 978-3-412-20630-7 et 3-412-20630-X, présentation en ligne)
- (de) Hans-Joachim Bieber, Der Hamburger Hafenarbeiterstreik 1896/97 (La grève des dockers de Hambourg de 1896/97), Hambourg, Landeszentrale für Politische Bildung, 1987 (ISBN 3-8103-0807-2) – Tiré à part de (de) Arno Herzig, Dieter Langewiesche et Arnold Sywottek, Arbeiter in Hamburg. Unterschichten, Arbeiter und Arbeiterbewegung seit dem ausgehenden 18. Jahrhundert (Travailleurs à Hambourg. Sous-classes, travailleurs et mouvements du travail depuis la fin du XVIIIe siècle, Hambourg, Erziehung u. Wissenschaft, 1983

#### En anglais
- (en) Isabel Virginia Hull, The Entourage of Kaiser Wilhelm II, 1888-1918, Cambridge University Press, 2004, 428 p. (ISBN 0-521-53321-X)
- (en) John Charles Gerald Röhl, Wilhelm II : the Kaiser's personal monarchy, 1888-1900, Cambridge, Cambridge University Press, 2004, 1310 p. (ISBN 0-521-81920-2)

## Citations en langue étrangère
1. ↑  « Die Mitgliedschaft bei einem der feudalen Corps - besonders bei den Borussen in Bonn, den Saxo-Borussen in Heidelberg und den Saxonen in Göttingen - war ebensi wichtig für die Aufnahme in den diplomatischen Dienst wie der Dienst in einem der Garderegimenter. »
2. ↑  « Um zu verhindern, daß die Rumänen in das russische Garn gehen, ist es unerläßlich, die Expansionbestrebungen derselben - natürlich in der geeigneten Weise und mit aller gebotenen Vorsicht - bis zu einem gewissen Grade in Rechnung zu ziehen. Wo die Panslawisten den Rumänen beständig die drei Millionen in Österreich-Ungarn lebenden Rumänen vorrücken, muß von anderer Seite dem rumänischen Verlangen nach Bessarabien wenigstens nicht schroff widersprochen werden. »
3. ↑  « der sich in die Gunst des Kaiserlieblings hineinpoussiert hatte. »
4. ↑  « Es handelt sich um die Frage des Nachfolgers. Nach meinem untertänigsten Dafürhalten gibt es nur einen, den allerdings Ew. Majestät für Paris bestimmt haben : Bernhard Bülow. »
5. ↑  « Lieber Phil. All right ! Solms habe ich feierlichst unter des Kanzlers Beifall den Hals gebrochen und Bülow wird für Rom angemeldet!. »
6. ↑  « Italien (musste) immer wieder die diplomatische Unterstützung seiner Partner anfordern. »
7. ↑  « Die Basis der Kaiserlichen innern Politik muß eine möglichst breite sein, damit Konservative, Nationalliberale, gemäßigte Klerikale und maßvollere Linksliberale auf ihr Platz finden : Einerseits wegen der Aufrechterhaltung der Reichseinheit, andererseits, weil wir im Kampfe gegen die soziale Revolution eine lange und tiefe Phalanx brauchen. »
8. ↑  « Bernhard ist der wertvollste Beamte, den Ew. Majestät haben, der prädestinierte Reichskanzler der Zukunft. »
9. ↑  « Bülow soll mein Bismarck werden, und wie der mit Großpapa nach außen Deutschland zusammenschmetterte, so wollen wir beide im Innern den Wust von Parlamentarismus und Parteischablone reinigen! »
10. ↑  « Ich wäre ein anderer Reichskanzler wie die bisherigen. Bismarck war eine Macht für sich, Pippin, Richelieu. Caprivi und Hohenlohe fühlten und fühlen sich doch als Vertreter des 'Gouvernements' und bis zu einem gewissen Grade des Parlaments Sr. Majestät gegenüber. Ich würde mich als ausführendes Werkzeug Sr. Majestät betrachten, gewissermaßen als sein politischer Chef des Stabes. Mit mir würde im guten Sinne, aber tatsächlich ein persönliches Regiment beginnen. »
11. ↑  « unsere schwankende und laue Politik in Ostasien energisch zu gestalten »
12. ↑  « vorsichtig operieren, wie die Raupe, bevor ihr die Schmetterlingsflügel gewachsen sind. »
13. ↑  « Wir wollen niemand in den Schatten stellen, aber wir verlangen auch unseren Platz an der Sonne. In Ostasien wie in Westindien werden wir bestrebt sein [...], ohne unnötige Schärfe, aber auch ohne Schwäche unsere Rechte und unsere Interessen zu wahren. »
14. ↑  « eine Zäsur in der Geschichte der deutschen Außenpolitik »
15. ↑  « Das dürfen die Yankees nicht, denn Manila müssen wir einmal haben. »
16. ↑  « Ein unvorsichtiges deutsches Vorgehen könnte eine mit der Spitze gegen uns gerichtete allgemeine Koalition hervorrufen. »
17. ↑  « Seine Majestät der Kaiser erachtet es für eine Hauptaufgabe der deutschen Politik, keine infolge des spanisch-amerikanischen Konflikts sich etwa bietende Gelegenheit zur Erwerbung maritimer Stützpunkte in Ostasien unbenutzt zu lassen. »
18. ↑  « kommerzieller Kolonisation. »
19. ↑  « Apologie und Verharmlosung der insgesamt doch außerordentlich verhängnisvollen Rolle Bülows. »
20. ↑  « eher die Rolle des grossen Versagers »